# Operacja Silver-A
Silver-A (Silver A) – operacja wojskowa czechosłowackiego ruchu oporu na terenie Protektoratu Czech i Moraw podczas II wojny światowej, będąca wraz z operacjami Silver-B i Anthropoid chronologicznie czwartą tego typu akcją zorganizowaną przez Grupę Specjalną D.

## Uczestnicy operacji
- porucznik Alfréd Bartoš – dowódca grupy
- sierżant Josef Valčík – zastępca dowódcy
- starszy kapral Jiří Potůček – szyfrant radiotelegrafista

## Cele operacji
Zadaniem grupy było nawiązanie łączności radiowej z Londynem za pomocą zabranej ze sobą radiostacji Libuše. Drugim zadaniem było stworzenie ośrodka koordynującego działanie dalszych grup spadochroniarzy zrzucanych na teren Protektoratu. Głównym celem operacji było nawiązanie kontaktu z kpt. Václavem Morávkiem z grupy Trzej Królowie organizacji Obrona Narodu, a za jego pośrednictwem z agentem Abwehry A-54, Paulem Thümmelem, będącym najważniejszym informatorem czechosłowackiego wywiadu wojskowego podczas II wojny światowej.

## Przebieg operacji
Samolot Halifax Mk. II L9613/NF-V mający na pokładzie uczestników operacji Silver-A, Silver-B i Anthropoid wystartował z lotniska Tangmere 28 grudnia 1941 o godz. 22. Zrzut grupy Silver-A nastąpił po północy 29 grudnia. Planowanym miejscem zrzutu były okolice wsi Vyžice niedaleko Chrudimia, jednak ze względu na niedokładność nawigacji grupa wyskoczyła w pobliżu wsi Senice koło Poděbradów. Josef Valčík, który wyskoczył jako ostatni stracił kontakt z pozostałymi członkami grupy. Udał się na adres kontaktowy Františka Buršy z Chrudimia, ale okazało się, że został on aresztowany przez gestapo w październiku 1941. Udał się zatem pieszo do Mikulovic, gdzie członkowie ruchu oporu: robotnik Adolf Švadlenka, nauczyciel Josef Janáček i kierowca František Valenta pomogli mu ukryć radiostację i spotkać z dowódcą Alfrédem Bartošem 31 grudnia.
Bartošowi udało się nawiązać kontakt z członkami ruchu oporu: doc. Vladimírem Krajiną z Centralnym Komitetem Krajowego Ruchu Oporu, kpt. Morávkiem i przedstawicielami grupy Jindra wywodzącej się z organizacji Sokół.
Grupa zaczęła tworzyć w Pardubicach rozległą sieć współpracowników, która w czasie swej największej aktywności liczyła ponad 140 członków. Z ich pomocą udało się zorganizować kilka konspiracyjnych mieszkań oraz legalne zatrudnienie dla Afréda Bartoša i Josefa Valčíka. Josef Valčík pracował jako kelner w hotelu Na Veselce.
Radiotelegrafista Potůček nawiązał kontakt z Londynem 15 stycznia 1942 z kamieniołomu Hluboká w pobliżu Miřetic. Z uwagi na grożące niebezpieczeństwo namierzenia radiostacji, była ona następnie przenoszona do rybackiej stacji badawczej pod Lázně Bohdaneč, młyna Jindřicha Švandy w Leżakach i szkoły w Bohdašínie k. Červenego Kostelca.
Udało się również nawiązać kontakt z Thümmelem za pośrednictwem kpt. Morávka. W miejscowości Lázně Bělohrad grupa zorganizowała punkt kontaktowy dla innych spadochroniarzy u księgarza Vojtíška.
W marcu 1942 gestapo zaczęło coś podejrzewać i zorganizowało zasadzkę, ale Valčikowi udało się uniknąć wpadki i otrzymał rozkaz przeniesienia się do Pragi. Tam spotkał się z Adolfem Opálką, Jozefem Gabčikiem i Janem Kubišem. 25 kwietnia 1942 wziął udział w nieudanej akcji grupy Out Distance kierowanej przez Adolfa Opálkę – naprowadzaniu brytyjskich bombowców na fabrykę Škoda w Pilźnie za pomocą sygnałów świetlnych. Mimo wysiłku konspiratorów i załóg samolotów, bomby spadły poza fabryką. 30 kwietnia Valčík wraz z członkiem ruchu oporu Antonínem Moravcem udał się by odkopać ładunki wybuchowe ukryte przez grupę Bioscop w pobliżu miejsca lądowania na terenie gminy Požáry. Zostali w porę ostrzeżeni przez żandarma i udało im się uniknąć zasadzki gestapo.
Valčík wspólnie z Gabčikiem i Kubišem przygotował, a 27 maja przeprowadził zamach na Heydricha. Podczas zamachu stał po drugiej stronie ulicy i małym lusterkiem dał znać bezpośrednim zamachowcom o przejeździe samochodu Heydricha. Podczas szeroko zakrojonej akcji poszukiwania członków ruchu oporu po zamachu na Reinharda Heydricha został ukryty przez organizację podziemną w krypcie soboru św. św. Cyryla i Metodego w Pradze. 18 czerwca 1942 grupa została wykryta przez nazistów w efekcie zdrady Karela Čurdy i Viliama Gerika. W nierównej walce z ponad 800 funkcjonariuszami SS i Gestapo po wyczerpaniu się amunicji Valčík popełnił samobójstwo wraz Gabčíkiem, Kubišem oraz Adolfem Opálką, Josefem Bublíkiem, Janem Hrubým i Jaroslavem Švarcem.
W wyniku zdrady Čurdy w połowie czerwca rozpoczęły się aresztowania w okolicach Pardubic. Gestapo ustaliło adresy konspiracyjnych domów, w których ukrywał się Alfréd Bartoš. W jednym z nich znaleźli jego archiwum, co doprowadziło do aresztowań i egzekucji dalszych współpracowników. 21 czerwca podczas powrotu do jednego ze zdekonspirowanych mieszkań w Pardubicach przy ulicy Smilovej Bartoš wpadł w zasadzkę i widząc, że nie uniknie aresztowania śmiertelnie się postrzelił w wyniku czego na drugi dzień zmarł w szpitalu.
Jiří Potůček, radiotelegrafista grupy przeniósł się do Bohdašína skąd nadawał jeszcze aż do 26 czerwca. Ukrywał się we wsi Končiny pod Červenym Kostelcem u rolnika Antonína Burdycha. W odwecie za ukrywanie Potůčka 24 czerwca spalono wioskę Leżaki, na miejscu wymordowując wszystkich mężczyzn i kobiety (75 osób), a dzieci wysyłając do Generalnego Gubernatorstwa gdzie, poza dwiema dziewczynkami, zostały zagazowane w obozie zagłady Kulmhof w Chełmnie nad Nerem. Gestapo zorganizowało na niego zasadzkę 30 czerwca, ale po wymianie ognia udało mu się z niej uciec. Szukał schronienia pod kilkoma adresami, ale wszędzie mu odmówiono. Wyczerpany usnął 2 lipca w krzakach w pobliżu miejscowości Rosice nad Labem, gdzie znalazł go i zastrzelił we śnie czeski żandarm Karel Půlpán.
Za pomoc grupie rozstrzelano 37 współpracowników z okolic Pardubic i 15 z okolic Červenego Kostelca. W grupie tej znalazły się m.in. matka i przyjaciółka Bartoša oraz ojciec, matka, siedmioro rodzeństwa i pięcioro dalszych krewnych Valčíka.

## Ocena operacji
Operacja Silver-A jest uznawana za jedną z najbardziej udanych czechosłowackich operacji specjalnych podczas II wojny światowej. Grupa wykonała wszystkie zadania a jej członkowie wykazali się wysokim morale.

## Inspiracje
W roku 2007 reżyser Jiří Strach nakręcił dwuczęściowy film telewizyjny Operace Silver A s Klárą Issovą, Tatianą Vilhelmovą, Jiřím Dvořákiem i Ivanem Trojanem w głównych rolach. Mimo iż film uzyskał kilka nagród, był mocno krytykowany przez uczestników czeskiego ruchu oporu.